# Evgenij Vital'evič Mironov
Evgenij Vital'evič Mironov (in russo Евгений Витальевич Миронов?; Saratov, 29 novembre 1966) è un attore russo.

## Filmografia parziale
- La moglie del mercante di petrolio (Žena kerosinščika), regia di Aleksandr Kajdanovskij (1988)
- Pered rassvetom, regia di Jaropolk Lapšin (1989)
- Disperso in Siberia (Lost in Siberia), regia di Aleksandr Mitta (1991)
- Ljubov', regia di Valerij Todorovskij (1991)
- Ankor, eščё ankor!, regia di Pëtr Todorovskij (1992)
- Sole ingannatore (Utomlënnye solncem), regia di Nikita Michalkov (1994)
- Musul'manin, regia di Vladimir Chotinenko (1995)
- Mama, regia di Denis Evstigneev (1999)
- Dnevnik ego ženy, regia di Aleksej Učitel' (2000)
- La casa dei matti (Dom durakov), regia di Andrej Končalovskij (2002)
- Prevraščenie, regia di Valerij Fokin (2005)
- Na verchnej Maslovke, regia di Konstantin Chudjakov (2005)
- Pobeg, regia di Egor Končalovskij (2005)
- Kosmos kak predchuvstvie, regia di Aleksej Učitel' (2005)
- Ochota na piran'ju, regia di Andrej Kavun (2006)
- Campo 19 (In Transit), regia di Tom Roberts (2009)
- Space Dogs (Belka i Strelka. Zvëzdnye sobaki), regia di Inna Evlannikova e Svjatoslav Ušakov (2010) - voce
- Il sole ingannatore 2 (Utomlënnye solncem. Predstojanie), regia di Nikita Michalkov (2010)
- Il tempo dei primi - Spacewalker (Vremja pervych), regia di Dmitrij Kiselëv (2017)
- Lo zar e la ballerina (Matil'da), regia di Aleksej Učitel' (2017)
- Serdce Parmy, regia di Anton Megerdičev (2022)
- Limonov, regia di Kirill Serebrennikov (2024)